# Blåfrugtet gedeblad
Blåfrugtet Gedeblad (Lonicera caerulea) er en løvfældende busk med en åben vækst. Den er især kendetegnet ved sine aflange, blå bær. Bærrene smager i de fleste tilfælde bittert, men varianten Lonicera caerulea var. edulis har velsmagende bær. Den  dyrkes derfor for sine spiselige bær.

## Beskrivelse
Blåfrugtet Gedeblad er en løvfældende busk med en åben og opret, men senere overhængende vækst. Barken er først lysegrøn og svagt håret, men snart bliver den rødbrun, og senere skifter den til mørkebrun. Gamle grene får en gråbrun bark, der løsner sig i lange strimler. Knopperne sidder modsat, og de er slanke og rødbrune med en lys solside. Endeknopperne er mere butte med en langt udtrukket spids. 
Bladene er hele og æg- eller ellipseformede med hel rand. Blomstringen foregår i april-maj (kort efter løvspring), hvor man finder blomsterne siddende parvis i bladhjørnerne. De enkelte blomster er 5-tallige og svagt ensymmetriske med gulligt-hvide og rørformede kroner. Frugterne sidder parvis og er uægte bær, hvor det kødfulde, opsvulmede bæger er blåt med lyseblå dug.
Rodsystemet er højtliggende og tæt forgrenet. 
Højde x bredde og årlig tilvækst: 1,20 x 2,00 m (20 x 30 cm/år).

## Hjemsted
Blåfrugtet Gedeblad hører hjemme i alle tempererede egne på den nordlige halvkugle, dog synes den at mangle helt på kontinenternes fugtigt-milde vestsider. I Europa findes den fra Pyrenæerne via Alperne til Karpaterne. Overalt er den knyttet til højmoser og fugtige skove på næringsfattig og sur bund. 
I de kystnære egne af Kamtjatka, Rusland, hvor der er kystklima med kølige somre og snerige, milde vintre, vokser der skove, som er domineret af Kamtjatka-Birk, og her findes arten sammen med bl.a. Agerbær, Gederams, Carex pallida (en art af Star), Geranium erianthum (en art af Storkenæb), Kamtjatka-Birk, Moehringia lateriflora (en art af Skovarve), Rosa amblyotis (en art af Rose), Solidago spiraeifolia (en art af Gyldenris), Sorbus sambucifolia (en art af Røn), Spiraea beauverdiana (en art af Spiræa), Trenervet Snerre og Trisetum sibiricum (en art af Guldhavre)

## Varianter
- Lonicera caerulea var. altaica Nordasien
- Lonicera caerulea var. caerulea Centraleuropa
- Lonicera caerulea var. cauriana Nordamerika
- Lonicera caerulea var. dependens Centralasien
- Lonicera caerulea var. edulis Østasien – grundlaget for de dyrkede sorter
- Lonicera caerulea var. emphyllocalyx Østasien
- Lonicera caerulea var. kamtschatica Nordasien
- Lonicera caerulea var. pallasii Nordlige Europa og Asien
- Lonicera caerulea var. villosa Østasien

| Portal | Portal:Botanik |

## Note
1. ↑  Pavel V. Krestov, Alexander M. Omelko og Yukito Nakamura: Vegetation and natural habitats of Kamchatka Arkiveret 26. august 2014 hos  Wayback Machine (engelsk)